# Born To Race: Fast Track
Born To Race: Fast Track (Nacido para correr: Máxima velocidad en España) es una película de acción dirigida por Alex Ranarivelo e interpretada por Brett Davern y Beau Mirchoff.
Secuela de la película Born to Race (2011).

## Argumento
Danny Krueger es un adolescente de diez y seis años apasionado por el mundo de las carreras de coches de alta velocidad que juega con sus propias reglas. Tras conseguir una beca para estudiar en la prestigiosa Academia Racing, compite con algunos de los más famosos conductores del mundo. Tras un terrible incidente Danny se ve obligado a entrar en el equipo de un antiguo rival, pero deberán dejar a un lado sus diferencias para competir en un equipo profesional.

## Reparto
- Brett Davern como Danny Krueger
- Beau Mirchoff como Jake Kendall
- Bill Sage como Frank
- Sharon Lawrence como Mrs. Dalton
- Nicole Badaan como Jessica Dalton
- Tiffany Dupont como Michelle
- Grant Show como Jimmy Kendall
- Corbin Bernsen como Liam Sterling
- Steve Bond como Richard Duncannon
- Diogo Morgado como Enzo Lauricello
- Alberto Frezza como Paulo Lauricello
- Jesse Luken como Luke
- Ali Afshar como Ali Afshar
- Alex Schemmer como Markus
- Jussie Smollett como Tariq